# Arne (navn)
 For alternative betydninger, se Arne. (Se også artikler, som begynder med Arne)
Arne er et oldnordisk drengenavn, der betyder ørn. I 2021 var der ifølge Danmarks Statistik 10.488 med dette navn i Danmark. Navnet har i mange år været faldende i popularitet, hvor kun yderst få nyfødte får navnet. Ud over i Skandinavien bruges navnet også i mindre omfang i Tyskland. Navnet forekommer i begrænset omfang også som efternavn.
Varianter af navnet omfatter Arn, Arnt, Arndt, Arnth, Arno (latinisering af Arne) samt en række sammensætninger startende med Arn som Arnfred, Arnfinn, Arnhild og Arnbjørn.
Navnedag for Arne er 4. august.
Navnet Arne blev knyttet til Socialdemokratiets kampagne omkring Folketingsvalget 2019 og efterfølgende ændringer i det danske pensionssystem. I kampagnen med mottoet "Nu er det Arnes tur" optrådte den 60-årige Arne Juhl fra Fjelstrup i Sønderjylland med ansigt og historie som eksempel på en arbejder, der kunne få nytte at et ændret pensionssystem.

## Kendte personer med navnet

### Fornavn
- Arne Astrup, dansk overlæge, professor, forfatter og forsker
- Arne Bro, dansk filminstruktør, leder af Dokumentarlinien på Filmskolen
- Arne Bruun Rasmussen, dansk auktionsholder
- Arne Christiansen, dansk journalist og politiker
- Arne Domnérus, svensk jazzmusiker
- Arne Friedrich, tysk fodboldspiller
- Arne Hansen, dansk skuespiller
- Arne Honoré, dansk journalist og radiovært
- Arne Jacobsen, dansk designer og arkitekt
- Arne Lundemann, dansk skuespiller
- Arne Melchior, dansk politiker og tidligere minister
- Arne Munch-Petersen, dansk politiker
- Arne Næss, norsk filosof
- Arne Herløv Petersen, dansk forfatter og oversætter
- John Arne Riise, norsk fodboldspiller
- Arne Rolighed, dansk politiker og tidligere minister
- Arne Skovhus, dansk skuespiller og teaterdirektør
- Arne Slot, hollandsk fodboldtræner og tidligere -spiller
- Arne Sørensen, dansk politiker og forfatter
- Arne Haugen Sørensen, dansk maler og grafiker
- Arne Treholt, norsk spion
- Arne Ungermann, dansk tegner
- Arne Weel, dansk instruktør

### Efternavn
- Thomas Arne, engelsk komponist

## Navnet i fiktionen
- Arne And er titelfiguren i en svensk tegneserie tegnet af Charlie Christensen (originaltitel: "Arne Anka")
- Smukke-Arne og Rosa er titlen på en dansk film fra 1967 instrueret af Sven Methling
- Arne er en fiktiv forbryder i Blinkende lygter
- Arne Nougatgren er en figur i flere af Anders Mattesens fortællinger, heriblandt Terkel i knibe (både film og album) og Jul på Vesterbro

## Andre betydninger
- Arne er også en ældre betegnelse for et ildsted. Derfra stammer udtrykket "hjemmets arne"

## Eksterne referencer
- Arne på Netbaby.dk Arkiveret 14. august 2020 hos  Wayback Machine